# Howell Edmunds Jackson

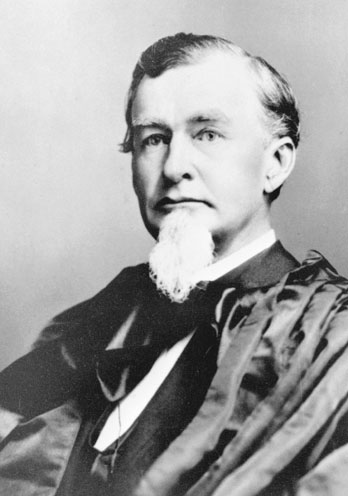
Howell Edmunds Jackson

Howell Edmunds Jackson (* 8. April 1832 in Paris, Tennessee; † 8. August 1895 in West Meade, Tennessee) war ein US-amerikanischer Jurist und Politiker der Demokratischen Partei, der Tennessee im US-Senat vertrat und sowohl Richter am US Court of Appeals als auch am Obersten Gerichtshof der USA (US Supreme Court) war.

## Leben

### Rechtsanwalt und US-Senator
Nach dem Besuch des West Tennessee College studierte er zwischen 1849 und 1854 an der University of Virginia und absolvierte anschließend ein postgraduales Studium der Rechtswissenschaften an der Law School der Cumberland University, das er 1856 abschloss. Nach seiner anwaltlichen Zulassung im Bundesstaat Tennessee wurde er 1856 Rechtsanwalt in Jackson, ehe er sich 1859 in Memphis niederließ und dort eine Anwaltskanzlei gründete. Dort gehörte der spätere Brigadegeneral im Sezessionskrieg Alexander William Campbell zu seinen Partnern.
Nach Ausbruch des Sezessionskrieges war er zwischen 1861 und 1862 für die Konföderierten Staaten als Empfänger von beschlagnahmten Eigentum im westlichen Bezirk Tennessees tätig. Nach einer anschließenden erneuten Tätigkeit als Rechtsanwalt wurde er 1875 Richter in Tennessee.
Nachdem der 1880 als Vertreter der Demokraten zum Mitglied in das Repräsentantenhaus von Tennessee gewählt worden war, erfolgte anschließend seine Wahl zum Mitglied des US-Senats für Tennessee als Senator Class 1. Als solcher gehörte er als Nachfolger von James E. Bailey dem US-Senat vom 4. März 1881 bis zu seinem Rücktritt am 14. April 1886 an. Zu dieser war James C. McReynolds, der später ebenfalls Richter am US Supreme Court wurde, sein Privatsekretär. Nach seinem Rücktritt wurde der bisherige demokratische Kongressabgeordnete Washington C. Whitthorne von William B. Bate, dem Gouverneur Tennessees, zu seinem Nachfolger als US-Senator für Tennessee ernannt.

### Richter am US Court of Appeals und US Supreme Court
Grund seines Rücktritts war die Benennung zum Richter am damaligen US Circuit Court durch US-Präsident Grover Cleveland als Nachfolger von John Baxter. Nach der Justizreform durch den Judiciary Act of 1891 erfolgte 1891 seine Ernennung zum Richter am US Court of Appeals für den sechsten Gerichtskreis.
Nach dem Tod von Lucius Quintus Cincinnatus Lamar am 23. Januar 1893 wurde Jackson von US-Präsident Benjamin Harrison am 18. Februar 1893 zum Beigeordneten Richter am Obersten Gerichtshof der USA ernannt und übte dieses Amt bis zu seinem Tod am 8. August 1895 aus. Während seiner Tätigkeit als Associate Justice wirkte er am Urteil zur Grundsatzentscheidung zum Verfahren Pollock v. Farmers' Loan & Trust Co. (1895) mit. Darin hatte der Oberste Gerichtshof über das durch das Wilson–Gorman Tariff Act eingeführte Einkommensteuergesetz von 1894 (Income Tax Act of 1894) zu entscheiden. Das Gericht entschied, dass die durch dieses Gesetz eingeführten Einkommensteuern auf Zinsen, Dividenden und Mieten direkte Steuern sind und dass das Gesetz gegen die Verfassung der Vereinigten Staaten verstieße, da deren Erhebung in den Bundesstaaten proportional zur Bevölkerung durchgeführt werden müsse. Jackson schloss sich dabei neben Henry Billings Brown und John Marshall Harlan der von Edward Douglass White junior formulierten Minderheitsmeinung an, die das Einkommensteuergesetz für verfassungsgemäß hielt.
Nachfolger Jacksons wurde nach seiner Beisetzung auf dem Mount Olivet Cemetery in Nashville der bisherige Richter am New York Court of Appeals, Rufus Wheeler Peckham.